# Hilarempis heterogastra
Hilarempis heterogastra är en tvåvingeart som först beskrevs av Friedrich Hermann Loew 1858.  Hilarempis heterogastra ingår i släktet Hilarempis och familjen dansflugor. Inga underarter finns listade i Catalogue of Life.